# 高麗博物館
高麗博物館（Koryo Museum）：位於朝鮮民主主義人民共和國的開城工業地區。在公元1987年建造，它設有12棟主要建築物及6棟屬於成均館（Koryo Songgyungwan）的附屬建築物，總面積高達70,000平方公尺，擁有超過1,000件歷史遺物，館外亦有石塔、石碑及石燈等展品。
- 第一號展覽館：展示高麗的成立及發展的遺物；
- 第二號展覽館：展示朝鮮的印刷工業發明第一個金屬活字印刷的發展及它對世界的影響、朝鮮的高麗青瓷；
- 第三號展覽館：展出原來供奉在（Jokjo Temple）的釋迦牟尼佛的鐵像，8,000多卷佛教書籍；
- 第四號展覽館：展示鐵、青銅 、金屬及石等製成的工業藝術產品；
- 館外設有13處觀賞文物：
  - 「玄化寺」（Hyonhwa Temple）的七層石塔及石碑：建於公元1020年的高麗時代初期，原來位於開城市的「長豐郡」之「月古里」，塔高8.64公呎，屬高麗時代的石塔中較高的塔，它是朝鮮第41號國寶；
  - 「興國寺」（Hungguk Temple）的石塔遺跡：原來位於滿月臺的東南部的朝鮮高麗時代的皇家御用寺廟，在公元1021年建造，被入侵朝鮮的美國軍隊炸毀，現時只遺下三層。
  - 五層石塔：建造於公元951年，原來位於「佛日寺」（Pulil Temple）的「金殿」（Kum Hall）前方，在公元1960年移到現下的位置。
  - 「開國寺」（Kaeguk Temple）的石燈：建造於公元935年。